# Robert Orme
Robert Orme, född 25 december 1728 i Ostindien, död 13 januari 1801 i England, var en engelsk historiker.
Orme nådde höga poster i ostindiska kompaniets tjänst och var 1754-1758 medlem av rådet i Madras. Där hade han väsentlig andel i beslutet att 1756 sända hans vän Robert Clive till Calcutta för att hämnas det där begångna övervåldet mot engelsmän, en expedition som blev utgångspunkten för Bengalens erövring. 
Orme blev, sedan han 1759 av hälsoskäl tvingats lämna Ostindien, kompaniets historieskrivare. Han skrev A history of the military transactions of the british nation in Indostan from 1745 (3 band, 1763-1778) och, om en äldre period av kompaniets verksamhet i Indien, Historical fragments (1781). Som historieskrivare var Orme noggrann men alltför omständlig för att bli allmänt läst.